# 興国寺駅
興国寺駅（フングクサえき）は、大韓民国全羅南道麗水市にある韓国鉄道公社（KORAIL）麗川線の駅である。

## 歴史
- 1969年5月1日：開業[1]。
- 1986年：旅客取扱中止。

## 隣の駅
韓国鉄道公社
麗川線（貨物線）
(徳陽駅) - 興国寺駅 - (積良駅)